# Veldhoven

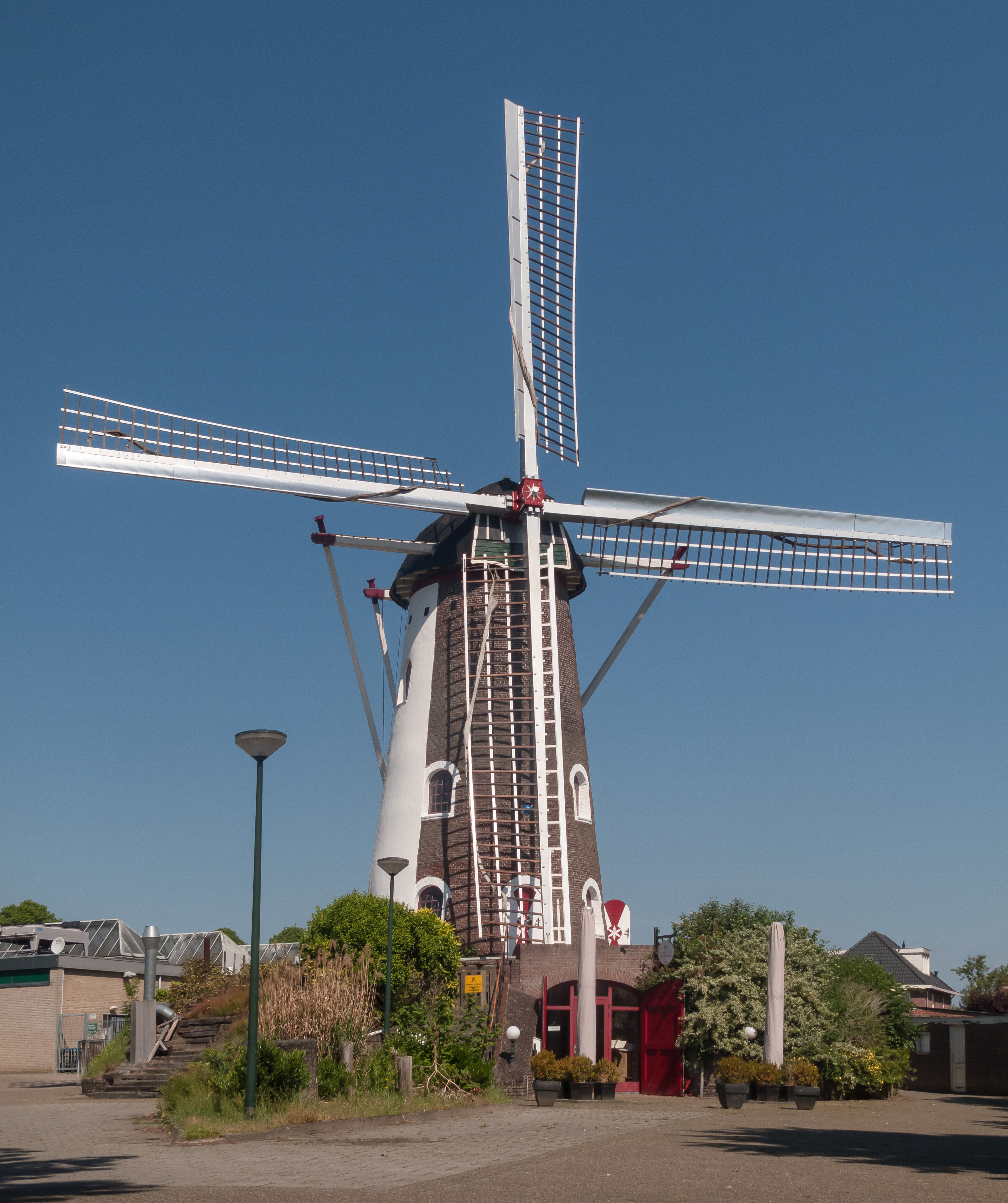
Veldhoven, Mühle: windmolen De Adriaan

Veldhoven (anhörenⓘ) ist eine Gemeinde in den Kempen in der niederländischen Provinz Noord-Brabant. Sie liegt westlich von Eindhoven, östlich von Eersel und nördlich von Waalre.
1996 wurde das 75-jährige Bestehen der „neuen“ Gemeinde Veldhoven gefeiert. Aus diesem Anlass wurde der „Dreigemeindenpunkt“, das ist die Stelle, an der die früheren Gemeinden (Oerle, Veldhoven en Meerveldhoven und Zeelst), die jetzt die Gemeinde Veldhoven bilden, aneinanderstießen, besonders gekennzeichnet. Oerle hat von den ehemaligen Gemeinden am deutlichsten ihren eigenen Charakter behalten.

## Ortsteile mit den Siedlungsgebieten

### Veldhoven en Meerveldhoven
Cobbeek en Centrum, d’Ekker, Koningshof/Heers, ‘t Look, Meerveldhoven, Veldhoven Dorp und Zonderwijk.

### Oerle
Groote Aard en Vliet, Heikant-West, De Kelen (teilweise), Oerle, Scherpenering en Landsaard (teilweise), Zandoerle und Zittard.

### Zeelst
Heikant-Ost, De Kelen (teilweise), De Polders, Scherpenering en Landsaard (teilweise) und Zeelst.

## Wirtschaft
In Veldhoven befindet sich der Hauptsitz der Firma ASML (Hersteller von Lithographiesystemen für die Halbleiterindustrie), die zugleich der weithin größte Arbeitgeber in Veldhoven ist.
In Oerle gibt es eine Papageienauffangstation, die täglich besichtigt werden kann.

## Politik
Die Lokalpartei Hart voor Veldhoven konnte sich bei der Kommunalwahl am 16. März 2022 mit rund einem Viertel aller Stimmen durchsetzen.

### Gemeinderat
In Veldhoven bildet sich der Gemeinderat seit 1982 folgendermaßen:
| Partei                             | Sitze | Sitze | Sitze | Sitze | Sitze | Sitze | Sitze | Sitze | Sitze | Sitze | Sitze |
| Partei                             | 1982  | 1986  | 1990  | 1994  | 1998  | 2002  | 2006  | 2010  | 2014  | 2018  | 2022  |
| ---------------------------------- | ----- | ----- | ----- | ----- | ----- | ----- | ----- | ----- | ----- | ----- | ----- |
| Hart voor Veldhoven a              | –     | –     | –     | –     | –     | –     | –     | –     | –     | –     | 9     |
| Gemeente Belangen Veldhoven        | 2     | 2     | 2     | 3     | 3     | 5     | 4     | 5     | 6     | 6     | 6     |
| VVD                                | 5     | 4     | 3     | 4     | 5     | 4     | 4     | 5     | 5     | 7     | 5     |
| GroenLinks                         | –     | –     | –     | –     | –     | –     | –     | –     | –     | –     | 3     |
| PvdA                               | 2     | 4     | 3     | 2     | 3     | 3     | 6     | 3     | 2     | 2     | 3     |
| Senioren Veldhoven                 | –     | –     | –     | –     | –     | –     | –     | –     | –     | 5     | 2     |
| D66 b                              | 1     | 0     | 1     | 2     | 1     | –     | –     | 2     | 3     | 2     | 2     |
| CDA                                | 10    | 11    | 10    | 7     | 7     | 7     | 5     | 4     | 4     | 2     | 2     |
| Veldhoven Samen Anders b c         | –     | 4     | 6     | 6     | 5     | 8     | 8     | 7     | 6     | 3     | –     |
| Samenwerkend Veldhoven             | –     | –     | –     | –     | –     | –     | –     | 1     | 1     | –     | –     |
| Veldhoven Peer Allicht Gewoon Goed | –     | –     | –     | –     | –     | –     | –     | 0     | –     | –     | –     |
| SP                                 | –     | –     | 0     | 1     | 3     | –     | –     | –     | –     | –     | –     |
| Partij voor Ouderen                | –     | 0     | –     | –     | –     | –     | –     | –     | –     | –     | –     |
| PPR c                              | 3     | –     | –     | –     | –     | –     | –     | –     | –     | –     | –     |
| PSP c                              | 0     | –     | –     | –     | –     | –     | –     | –     | –     | –     | –     |
| Gesamt                             | 23    | 25    | 25    | 25    | 27    | 27    | 27    | 27    | 27    | 27    | 29    |

Anmerkungen

## Söhne und Töchter der Gemeinde
- Jan Cornelius van Sambeek (1886–1966), römisch-katholischer Ordensgeistlicher, Bischof von Kigoma
- Marjolijn Mandersloot (* 1959), Bildhauerin
- Bas Heymans (* 1960), Comiczeichner
- Mau Heymans (* 1961), Comiczeichner
- John van den Akker (* 1966), Radrennfahrer
- Maran van Erp (* 1990), Fußballspielerin
- Milou van der Heijden (* 1990), Squashspielerin
- Sacha van Agt (* 1994), Leichtathletin
- Maud Kaptheijns (* 1994), Cyclocrossfahrerin
- Lisa Schut (* 1994), Schachspielerin
- Branco van den Boomen (* 1995), Fußballspieler
- Lisa Post (* 1999), Hockeyspielerin
- Tim Verbaandert (* 2000), Leichtathlet
- Olivier Aertssen (* 2004), Fußballspieler